# Preussen (historiskt område)

De baltiska stammarna kring år 1200. De västbaltiska stammarna i gröna, de östbaltiska i bruna nyanser.

Preussen var ett land vid sydöstra Östersjön, bebott av de baltiska preussarna. Tyska orden underlade sig så småningom landet efter 1225 och efter att de mer eller mindre hade utrotat ur-preussarna. 
Om dess vidare öden, tills det, när kurfursten av Brandenburg 1701 antog kungatitel, gav namn åt det nya kungariket, se Preussens äldre historia. Vid Polens första delning 1772 fick kungariket Preussen även Westpreussen utom Danzig och Thorn, som förvärvades vid andra delningen (1793). Den provins i den preussiska staten, som kallades Preussen, delades 1878 i två, Ostpreussen och Westpreussen.